# Scytinostromella
Scytinostromella là một chi nấm thuộc họ Stereaceae.